# Liste der Nummer-eins-Hits in der Schweiz (1989)
Dies ist eine Liste der Nummer-eins-Hits in der Schweiz im Jahr 1989. Sie basiert auf den Top 30 Singles und Top 30 Alben der offiziellen Schweizer Hitparade. Es gab in diesem Jahr elf Nummer-eins-Singles und 17 Nummer-eins-Alben.

## Singles
| ← 1988 ← | Liste der Nummer-eins-Hits in der Schweiz | Liste der Nummer-eins-Hits in der Schweiz | Liste der Nummer-eins-Hits in der Schweiz                                                                                          | 1990 →                    |
| \| Zeitraum \| Wo. ges. \| Interpret \| Titel Autor(en) \| Zusätzliche Informationen \| \| (Zeitraum, Wochen auf Platz eins, Interpret, Titel, Autor[en], zusätzliche Informationen) \| \| \| \| \| \| ----------------------------------------------------------------------------------------- \| -------- \| ----------------------------- \| ---------------------------------------------------------------------------------------------------------------------------------- \| ------------------------- \| \| 11. Dezember 1988 – 14. Januar 1989 5 Wochen \| 5 \| Enya \| Orinoco Flow Eith Ní Bhraonáin, Roma Shane Ryan, Nicky Ryan \| – \| \| 15. Januar 1989 – 11. Februar 1989 4 Wochen (insgesamt 5) \| 5 \| Edelweiss \| Bring Me Edelweiss Björn K. Ulvaeus, Benny Goran Bror Andersson, Stig Erik Leopold Anderson, Walter Werzowa, Martin Gletschermayer \| – \| \| 12. Februar 1989 – 18. Februar 1989 1 Woche (insgesamt 2) \| 2 \| Robin Beck \| First Time Thomas Howard Anthony, Gavin G. Spencer, Terence K. Boyle \| – \| \| 19. Februar 1989 – 25. Februar 1989 1 Woche (insgesamt 5) \| 5 \| Edelweiss \| Bring Me Edelweiss Björn K. Ulvaeus, Benny Goran Bror Andersson, Stig Erik Leopold Anderson, Walter Werzowa, Martin Gletschermayer \| – \| \| 26. Februar 1989 – 4. März 1989 1 Woche (insgesamt 2) \| 2 \| Robin Beck \| First Time Thomas Howard Anthony, Gavin G. Spencer, Terence K. Boyle \| – \| \| 5. März 1989 – 1. April 1989 4 Wochen \| 4 \| Marc Almond feat. Gene Pitney \| Something’s Gotten Hold of My Heart Roger Cook, Roger John Reginald Greenaway \| – \| \| 2. April 1989 – 29. April 1989 4 Wochen \| 4 \| Madonna \| Like a Prayer Madonna L. Ciccone, Patrick Raymond Leonard \| – \| \| 30. April 1989 – 27. Mai 1989 4 Wochen \| 4 \| David Hasselhoff \| Looking for Freedom Musik: Jack White; Text: Gary Ian Cowtan \| – \| \| 28. Mai 1989 – 22. Juli 1989 8 Wochen \| 8 \| Roxette \| The Look Per Hakan Gessle \| – \| \| 23. Juli 1989 – 29. Juli 1989 1 Woche \| 1 \| Madonna \| Express Yourself Madonna L. Ciccone, Stephen Pate Bray \| – \| \| 30. Juli 1989 – 26. August 1989 4 Wochen \| 4 \| Prince \| Batdance Prince \| – \| \| 27. August 1989 – 2. Dezember 1989 14 Wochen \| 14 \| Kaoma \| Lambada Musik: Ulises Hermosa; Text: Gonzalo Hermosa Gonzales \| – \| \| 3. Dezember 1989 – 3. Februar 1990 9 Wochen (insgesamt 10) \| 10 \| Milli Vanilli \| Girl I’m Gonna Miss You Peter Bischof-Fallenstein, Frank Farian, Dietmar Kawohl \| – \| |                                           |                                           | |                           |
| ← 1988 |                                           |                                           | | → 1990 →                  |
| Zeitraum | Wo. ges.                                  | Interpret                                 | Titel Autor(en) | Zusätzliche Informationen |
| (Zeitraum, Wochen auf Platz eins, Interpret, Titel, Autor[en], zusätzliche Informationen) |                                           |                                           | |                           |
| 11. Dezember 1988 – 14. Januar 1989 5 Wochen | 5                                         | Enya                                      | Orinoco Flow Eith Ní Bhraonáin, Roma Shane Ryan, Nicky Ryan                                                                        | –                         |
| 15. Januar 1989 – 11. Februar 1989 4 Wochen (insgesamt 5) | 5                                         | Edelweiss                                 | Bring Me Edelweiss Björn K. Ulvaeus, Benny Goran Bror Andersson, Stig Erik Leopold Anderson, Walter Werzowa, Martin Gletschermayer | –                         |
| 12. Februar 1989 – 18. Februar 1989 1 Woche (insgesamt 2) | 2                                         | Robin Beck                                | First Time Thomas Howard Anthony, Gavin G. Spencer, Terence K. Boyle                                                               | –                         |
| 19. Februar 1989 – 25. Februar 1989 1 Woche (insgesamt 5) | 5                                         | Edelweiss                                 | Bring Me Edelweiss Björn K. Ulvaeus, Benny Goran Bror Andersson, Stig Erik Leopold Anderson, Walter Werzowa, Martin Gletschermayer | –                         |
| 26. Februar 1989 – 4. März 1989 1 Woche (insgesamt 2) | 2                                         | Robin Beck                                | First Time Thomas Howard Anthony, Gavin G. Spencer, Terence K. Boyle                                                               | –                         |
| 5. März 1989 – 1. April 1989 4 Wochen | 4                                         | Marc Almond feat. Gene Pitney             | Something’s Gotten Hold of My Heart Roger Cook, Roger John Reginald Greenaway                                                      | –                         |
| 2. April 1989 – 29. April 1989 4 Wochen | 4                                         | Madonna                                   | Like a Prayer Madonna L. Ciccone, Patrick Raymond Leonard                                                                          | –                         |
| 30. April 1989 – 27. Mai 1989 4 Wochen | 4                                         | David Hasselhoff                          | Looking for Freedom Musik: Jack White; Text: Gary Ian Cowtan                                                                       | –                         |
| 28. Mai 1989 – 22. Juli 1989 8 Wochen | 8                                         | Roxette                                   | The Look Per Hakan Gessle | –                         |
| 23. Juli 1989 – 29. Juli 1989 1 Woche | 1                                         | Madonna                                   | Express Yourself Madonna L. Ciccone, Stephen Pate Bray                                                                             | –                         |
| 30. Juli 1989 – 26. August 1989 4 Wochen | 4                                         | Prince                                    | Batdance Prince | –                         |
| 27. August 1989 – 2. Dezember 1989 14 Wochen | 14                                        | Kaoma                                     | Lambada Musik: Ulises Hermosa; Text: Gonzalo Hermosa Gonzales                                                                      | –                         |
| 3. Dezember 1989 – 3. Februar 1990 9 Wochen (insgesamt 10) | 10                                        | Milli Vanilli                             | Girl I’m Gonna Miss You Peter Bischof-Fallenstein, Frank Farian, Dietmar Kawohl                                                    | –                         |

## Alben
| ← 1988 ← | Liste der Nummer-eins-Hits in der Schweiz | Liste der Nummer-eins-Hits in der Schweiz | Liste der Nummer-eins-Hits in der Schweiz | 1990 →                    |
| \| Zeitraum \| Wo. ges. \| Interpret \| Titel \| Zusätzliche Informationen \| \| (Zeitraum, Wochen auf Platz eins, Interpret, Titel, zusätzliche Informationen) \| \| \| \| \| \| ------------------------------------------------------------------------------ \| -------- \| --------------- \| ---------------------- \| ------------------------- \| \| 25. Dezember 1988 – 7. Januar 1989 2 Wochen (insgesamt 3) \| 3 \| Dire Straits \| Money for Nothing \| – \| \| 8. Januar 1989 – 14. Januar 1989 1 Woche \| 1 \| Rondò Veneziano \| Concerto \| – \| \| 15. Januar 1989 – 21. Januar 1989 1 Woche (insgesamt 3) \| 3 \| Dire Straits \| Money for Nothing \| – \| \| 22. Januar 1989 – 28. Januar 1989 1 Woche \| 1 \| Enya \| Watermark \| – \| \| 22. Januar 1989 – 25. Februar 1989 5 Wochen (insgesamt 7) \| 7 \| Tanita Tikaram \| Ancient Heart \| – \| \| 26. Februar 1989 – 4. März 1989 1 Woche \| 1 \| Lou Reed \| New York \| – \| \| 5. März 1989 – 18. März 1989 2 Wochen (insgesamt 7) \| 7 \| Tanita Tikaram \| Ancient Heart \| – \| \| 19. März 1989 – 1. April 1989 2 Wochen \| 2 \| Simply Red \| A New Flame \| – \| \| 2. April 1989 – 6. Mai 1989 5 Wochen \| 5 \| Madonna \| Like a Prayer \| – \| \| 7. Mai 1989 – 13. Mai 1989 1 Woche \| 1 \| Texas \| Southside \| – \| \| 14. Mai 1989 – 10. Juni 1989 4 Wochen \| 4 \| Simple Minds \| Street Fighting Years \| – \| \| 11. Juni 1989 – 17. Juni 1989 1 Woche (insgesamt 2) \| 2 \| Züri West \| Bümpliz – Casablanca \| – \| \| 18. Juni 1989 – 24. Juni 1989 1 Woche (insgesamt 2) \| 2 \| Queen \| The Miracle \| – \| \| 25. Juni 1989 – 1. Juli 1989 1 Woche (insgesamt 2) \| 2 \| Züri West \| Bümpliz – Casablanca \| – \| \| 2. Juli 1989 – 8. Juli 1989 1 Woche (insgesamt 2) \| 2 \| Queen \| The Miracle \| – \| \| 9. Juli 1989 – 15. Juli 1989 1 Woche \| 1 \| Joe Cocker \| One Night of Sin \| – \| \| 16. Juli 1989 – 29. Juli 1989 2 Wochen \| 2 \| Prince \| Batman \| – \| \| 30. Juli 1989 – 23. September 1989 8 Wochen \| 8 \| Zucchero \| Oro incenso & birra \| – \| \| 24. September 1989 – 30. September 1989 1 Woche \| 1 \| Elton John \| Sleeping with the Past \| – \| \| 1. Oktober 1989 – 2. Dezember 1989 9 Wochen \| 9 \| Tina Turner \| Foreign Affair \| – \| \| 3. Dezember 1989 – 24. März 1990 16 Wochen \| 16 \| Phil Collins \| … But Seriously \| – \| |                                           |                                           |                                           |                           |
| ← 1988 |                                           |                                           |                                           | → 1990 →                  |
| Zeitraum | Wo. ges.                                  | Interpret                                 | Titel                                     | Zusätzliche Informationen |
| (Zeitraum, Wochen auf Platz eins, Interpret, Titel, zusätzliche Informationen) |                                           |                                           |                                           |                           |
| 25. Dezember 1988 – 7. Januar 1989 2 Wochen (insgesamt 3) | 3                                         | Dire Straits                              | Money for Nothing                         | –                         |
| 8. Januar 1989 – 14. Januar 1989 1 Woche | 1                                         | Rondò Veneziano                           | Concerto                                  | –                         |
| 15. Januar 1989 – 21. Januar 1989 1 Woche (insgesamt 3) | 3                                         | Dire Straits                              | Money for Nothing                         | –                         |
| 22. Januar 1989 – 28. Januar 1989 1 Woche | 1                                         | Enya                                      | Watermark                                 | –                         |
| 22. Januar 1989 – 25. Februar 1989 5 Wochen (insgesamt 7) | 7                                         | Tanita Tikaram                            | Ancient Heart                             | –                         |
| 26. Februar 1989 – 4. März 1989 1 Woche | 1                                         | Lou Reed                                  | New York                                  | –                         |
| 5. März 1989 – 18. März 1989 2 Wochen (insgesamt 7) | 7                                         | Tanita Tikaram                            | Ancient Heart                             | –                         |
| 19. März 1989 – 1. April 1989 2 Wochen | 2                                         | Simply Red                                | A New Flame                               | –                         |
| 2. April 1989 – 6. Mai 1989 5 Wochen | 5                                         | Madonna                                   | Like a Prayer                             | –                         |
| 7. Mai 1989 – 13. Mai 1989 1 Woche | 1                                         | Texas                                     | Southside                                 | –                         |
| 14. Mai 1989 – 10. Juni 1989 4 Wochen | 4                                         | Simple Minds                              | Street Fighting Years                     | –                         |
| 11. Juni 1989 – 17. Juni 1989 1 Woche (insgesamt 2) | 2                                         | Züri West                                 | Bümpliz – Casablanca                      | –                         |
| 18. Juni 1989 – 24. Juni 1989 1 Woche (insgesamt 2) | 2                                         | Queen                                     | The Miracle                               | –                         |
| 25. Juni 1989 – 1. Juli 1989 1 Woche (insgesamt 2) | 2                                         | Züri West                                 | Bümpliz – Casablanca                      | –                         |
| 2. Juli 1989 – 8. Juli 1989 1 Woche (insgesamt 2) | 2                                         | Queen                                     | The Miracle                               | –                         |
| 9. Juli 1989 – 15. Juli 1989 1 Woche | 1                                         | Joe Cocker                                | One Night of Sin                          | –                         |
| 16. Juli 1989 – 29. Juli 1989 2 Wochen | 2                                         | Prince                                    | Batman                                    | –                         |
| 30. Juli 1989 – 23. September 1989 8 Wochen | 8                                         | Zucchero                                  | Oro incenso & birra                       | –                         |
| 24. September 1989 – 30. September 1989 1 Woche | 1                                         | Elton John                                | Sleeping with the Past                    | –                         |
| 1. Oktober 1989 – 2. Dezember 1989 9 Wochen | 9                                         | Tina Turner                               | Foreign Affair                            | –                         |
| 3. Dezember 1989 – 24. März 1990 16 Wochen | 16                                        | Phil Collins                              | … But Seriously                           | –                         |

## Jahreshitparaden
| ← 1988 ← | Liste der Nummer-eins-Hits in der Schweiz | Liste der Nummer-eins-Hits in der Schweiz | Liste der Nummer-eins-Hits in der Schweiz | 1990 →   |
| \| Singles \| Position# \| Alben \| \| ------------------------------------------------------------------------------------------------------------------------------------- \| --------- \| -------------------------------------- \| \| Looking for Freedom David Hasselhoff Musik: Jack White; Text: Gary Ian Cowtan \| 1 \| A New Flame Simply Red \| \| The Look Roxette Per Hakan Gessle \| 2 \| Ancient Heart Tanita Tikaram \| \| First Time Robin Beck Thomas Howard Anthony, Gavin G. Spencer, Terence K. Boyle \| 3 \| Appetite for Destruction Guns n’ Roses \| \| Lambada Kaoma Musik: Ulises Hermosa; Text: Gonzalo Hermosa Gonzales \| 4 \| Look Sharp! Roxette \| \| Eternal Flame The Bangles Susanna Lee Hoffs, Thomas F. Kelly, Billy Steinberg \| 5 \| Like a Prayer Madonna \| \| Like a Prayer Madonna Madonna L. Ciccone, Patrick Raymond Leonard \| 6 \| The Miracle Queen \| \| She Drives Me Crazy Fine Young Cannibals Roland Lee Gift, David Steele \| 7 \| One Night of Sin Joe Cocker \| \| Back to Life (However Do You Want Me) Soul II Soul Trevor Berrisford Romeo, Simon Alban Law, Paul Andrew Hooper, Caron Melina Wheeler \| 8 \| Oro incenso & birra Zucchero \| \| Das Omen (Teil 1) Mysterious Art Musik: Michael Krautter; Text: Michael Krautter, Hans Joachim Michael Staab \| 9 \| Street Fighting Years Simple Minds \| \| Batdance Prince \| 10 \| Tracy Chapman \| |                                           |                                           |                                           |          |
| ← 1988 |                                           |                                           |                                           | → 1990 → |
| Singles | Position#                                 | Alben                                     |                                           |          |
| Looking for Freedom David Hasselhoff Musik: Jack White; Text: Gary Ian Cowtan | 1                                         | A New Flame Simply Red                    |                                           |          |
| The Look Roxette Per Hakan Gessle | 2                                         | Ancient Heart Tanita Tikaram              |                                           |          |
| First Time Robin Beck Thomas Howard Anthony, Gavin G. Spencer, Terence K. Boyle | 3                                         | Appetite for Destruction Guns n’ Roses    |                                           |          |
| Lambada Kaoma Musik: Ulises Hermosa; Text: Gonzalo Hermosa Gonzales | 4                                         | Look Sharp! Roxette                       |                                           |          |
| Eternal Flame The Bangles Susanna Lee Hoffs, Thomas F. Kelly, Billy Steinberg | 5                                         | Like a Prayer Madonna                     |                                           |          |
| Like a Prayer Madonna Madonna L. Ciccone, Patrick Raymond Leonard | 6                                         | The Miracle Queen                         |                                           |          |
| She Drives Me Crazy Fine Young Cannibals Roland Lee Gift, David Steele | 7                                         | One Night of Sin Joe Cocker               |                                           |          |
| Back to Life (However Do You Want Me) Soul II Soul Trevor Berrisford Romeo, Simon Alban Law, Paul Andrew Hooper, Caron Melina Wheeler | 8                                         | Oro incenso & birra Zucchero              |                                           |          |
| Das Omen (Teil 1) Mysterious Art Musik: Michael Krautter; Text: Michael Krautter, Hans Joachim Michael Staab | 9                                         | Street Fighting Years Simple Minds        |                                           |          |
| Batdance Prince | 10                                        | Tracy Chapman                             |                                           |          |